# NCAPD2
Субъединица D2 комплекса конденсин-2 (англ. Condensin-2 complex subunit D2) также известный как хромосом-ассоциированный белок D2 (CAP-D2) — белок, который у человека кодируется геном NCAPD2. CAP-D2 является субъединицей конденсина II, большого белкового комплекса, который участвует в конденсации хромосом.